# Pseudorasbora
A Pseudorasbora a sugarasúszójú halak (Actinopterygii) osztályának pontyalakúak (Cypriniformes) rendjébe, ezen belül a pontyfélék (Cyprinidae) családjába tartozó nem.

## Rendszerezés
A nembe az alábbi 5 faj tartozik:
- Pseudorasbora elongata Wu, 1939
- Pseudorasbora interrupta Xiao, Lan & Chen, 2007
- kínai razbóra (Pseudorasbora parva) (Temminck & Schlegel, 1846)
- Pseudorasbora pugnax Kawase & Hosoya, 2015
- Pseudorasbora pumila Miyadi, 1930